# Philippe Morel (homme politique)
Pour les articles homonymes, voir Philippe Morel (homonymie) et Morel.
Philippe Morel est un homme politique français né le 16 janvier 1756 à Lisieux (Calvados) et mort le 14 mars 1837 à Falaise (Calvados).

## Biographie
Procureur impérial, il est élu député lors des Cent-Jours en 1815. 

## Sources
« Philippe Morel (homme politique) », dans Adolphe Robert et Gaston Cougny, Dictionnaire des parlementaires français, Edgar Bourloton, 1889-1891 [détail de l’édition]